# Bryobia reckiana
Bryobia reckiana är en spindeldjursart som beskrevs av P. Mitrofanov och Strunkova 1968. Bryobia reckiana ingår i släktet Bryobia och familjen Tetranychidae. Inga underarter finns listade.